# Publius agassizi
Publius agassizi là một loài bọ cánh cứng trong họ Passalidae, được đặt theo tên Louis Agassiz.